# Conioscinella inconstans
Conioscinella inconstans är en tvåvingeart som först beskrevs av Becker 1912.  Conioscinella inconstans ingår i släktet Conioscinella och familjen fritflugor. Inga underarter finns listade i Catalogue of Life.